# Leuronectes
Leuronectes là một chi bọ cánh cứng trong họ Dytiscidae.
Chi này được Sharp miêu tả khoa học năm 1882.

## Các loài
Các loài trong chi này gồm:
- Leuronectes andinus (Guignot, 1958)
- Leuronectes curtulus Régimbart, 1899
- Leuronectes darlingtoni Guéorguiev, 1971
- Leuronectes gaudichaudii (Laporte, 1835)
- Leuronectes muelleri (Kirsch, 1865)